# 107 Piscium
107 Piscium è una stella nana arancione di sequenza principale che dista 24,4 anni luce dal Sistema solare, nella costellazione dei Pesci.
Avendo una magnitudine apparente di +5,20 essa è visibile ad occhio nudo,a patto di avere un cielo quasi completamente buio.
La stella si trova nella parte nord-orientale della costellazione a nord-ovest della stella Beta Arietis e a sud-est della Galassia del Triangolo.
107 Piscium possiede l'89% della massa del Sole, l'85% circa del suo diametro e il 37% della sua luminosità; la sua classe spettrale è K1V e la sua metallicità è circa il 63% di quella del Sole.
Non sono stati ancora scoperti pianeti in orbita attorno a questa stella. Per ospitare acqua allo stato liquido, un eventuale pianeta terrestre dovrebbe trovarsi a circa 0,62 UA.